# Adam Tadeusz Halamski
Adam Tadeusz Halamski (ur. 26 grudnia 1975 w Warszawie) – polski paleontolog.

## Życiorys
Adam Halamski w 1996 uzyskał licencjat z biologii i nauk o Ziemi na Université Pierre et Marie Curie w Paryżu. W 1999 ukończył studia magisterskie (summa cum laude) z paleontologii na Wydziale Geologii Uniwersytetu Warszawskiego. Pracę dyplomową pisał pod kierunkiem Gertrudy Biernat i Wacława Bałuka. W 2004 otrzymał stopień doktora nauk o Ziemi w Instytucie Paleobiologii Polskiej Akademii Nauk i Université de Lyon I. Promotorami byli Andrzej Baliński oraz Patrick R. Racheboeuf. Habilitował się w 2016 w dziedzinie nauk o Ziemi w zakresie geologii na Wydziale Geologii Uniwersytetu Warszawskiego, przedstawiwszy dzieło Późnokredowe flory liściowe Archipelagu Europejskiego – rewizja systematyczna, paleoekologia i paleoklimatologia.
Jego zainteresowania naukowe obejmują takie zagadnienia jak: kredowe flory liściowe, ramienionogi (sylur–jura, głównie środkowy dewon), mikrotaksonomia roślin współczesnych (jaskry apomiktyczne).
Od 1999 zawodowo związany z Instytutem Paleobiologii PAN. Prowadził zajęcia w Szkole Głównej Gospodarstwa Wiejskiego w Warszawie oraz na Uniwersytecie Warszawskim.
W 2001 został członkiem Towarzystwa Linneuszowskiego w Lyonie. 
Syn socjologa i dyplomaty Adama A. Halamskiego oraz socjolożki Marii Halamskiej.